# Sit de Pallas

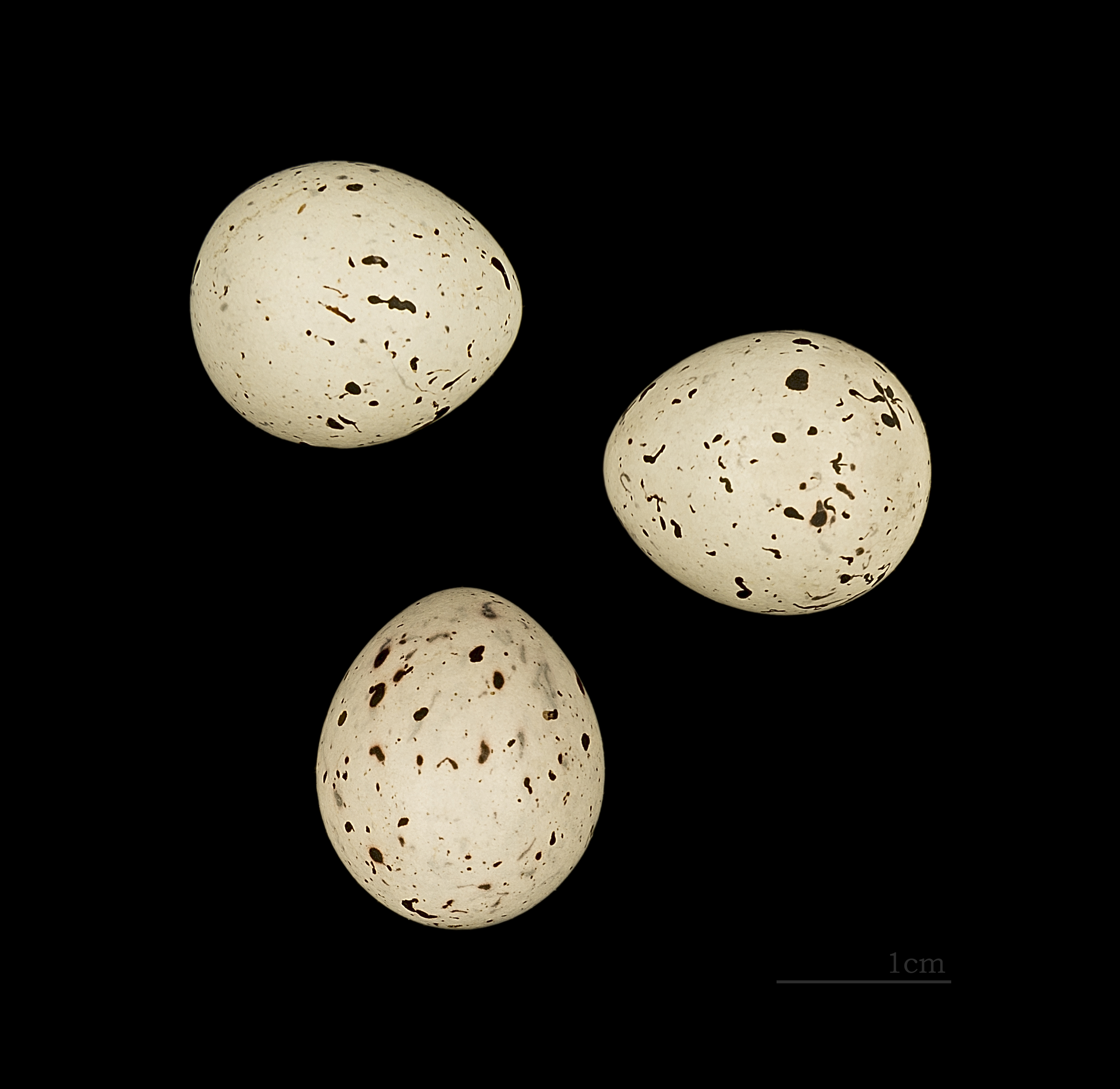
Ous de sit de Pallas.

El sit de Pallas (Emberiza pallasi) és una espècie d'ocell de la família dels emberízids (Emberizidae) que habita bedolls arbustius i altres arbustos i matolls de ribera i canyars de Sibèria, arribant a l'oest i nord-est de la Xina, nord del Tibet centre de Mongòlia.

## Habitat
És comú al matolls banyats per aigua de la tundra i també es reprodueix en zones obertes més seques com el bosc de larix obert.

## Descripció
El sit de Pallas és un petit ocell passeriforme, semblant al repicatalons. Té el bec petit típic dels granívors. El mascle té el cap i la gola negres, el coll i les parts inferiors del coll blancs i l'esquena grisa molt ratllada (el repicatalons té l'esquena més marró). La femella és molt més apagada, amb el cap marró amb vetes. Té menys ratlles per sota que la femella de repicatalons.
El cant del mascle és un “sherp” repetitiu.

## Comportament
L'aliment natural quan són joves consisteix en insectes i en cas contrari, llavors.
Es reprodueix pel nord i el centre d'Àsia fins a Mongòlia. És un migrant que hiverna al sud-est asiàtic. És un divagant molt rar a Europa occidental, però ha estat reportat fins a la Gran Bretanya.

### Cria
La cria es produeix entre juny i agost, sent més primerenca al nord de la seva distribució. El niu es troba dins d'un arbust, fet típicament d'herbes i juncs, folrat amb materials més fins com ara herbes i pèls més petits. Es posen de 3 a 5 ous de color crema, que mostren les marques de pèl característiques de les dels sits. El període d'incubació és d'11 dies.

## Taxonomia
La família d'ocells Emberizidae conté unes 300 espècies que mengen llavors, la majoria de les quals es troben a Amèrica, tot i que el gènere Emberiza, amb més de 40 membres, es limita al Vell Món.
El nom del gènere Emberiza prové de l'alemany alamànic «Embritz» un «bunting». El nom específic «pallasii» commemora el naturalista i explorador alemany Peter Simon Pallas.
Es reconeixen quatre subespècies:
- E. p. polaris (Middendorff,1853) - es troba a la major part del nord-est europeu de Rússia, al nord de Kamtxatka i hiverna a l'est de la Xina,
- E. p. pallasi (Cabanis, 1851) - es troba a Mongòlia i Transbaikal i hiverna a l'oest i el nord de la Xina
- E. p. lydiae (Portenko,1929) - es troba al sud de Sibèria, al nord de Mongòlia i hiverna al nord de la Xina.
- E. p. minor (Middendorff,1853) - es troba del centre de Sibèria fins al sud-est de Rusia.